# Edict van Versailles

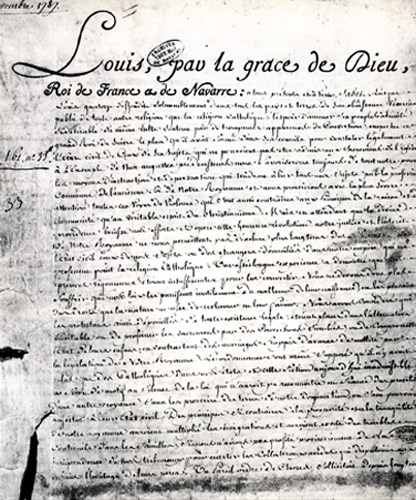
Het edict (Archives nationales de France)

Het Edict van Versailles, ook Tolerantie-edict (Frans: Édit de Versailles of Édit de Tolérance), was een Franse wet, ondertekend op 7 november 1787 door koning Lodewijk XVI. Door het edict werden de burgerlijke rechten van de protestanten hersteld. Maar protestanten bleven uitgesloten van openbare ambten en mochten hun geloof niet openbaar belijden.

## Vooraf

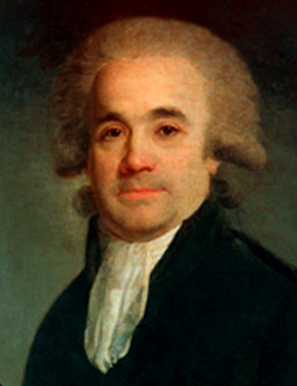
Jean-Paul Rabaut Saint-Étienne

Door het Edict van Fontainebleau (1685) hadden de Franse protestanten elke geloofsvrijheid verloren. De protestanten die niet waren geëmigreerd of zich niet hadden bekeerd tot het katholicisme, waren ondergronds gegaan voor de beleving van hun geloof. Tegen het einde van de jaren 1760 gingen er stemmen op om bepaalde rechten van de protestanten te herstellen. Het dringendste probleem vormden de huwelijken. In Frankrijk werden enkel kerkelijke huwelijken erkend en dit zorgde voor allerlei juridische problemen voor echtelieden die niet voor de Katholieke Kerk waren gehuwd en waarvan het huwelijk dus niet officieel was.
Vanaf 1785 werd de markies de La Fayette een pleitbezorger voor een herstel van de rechten van de protestanten. Hij bracht Jean-Paul Rabaut Saint-Étienne, voorman van de Franse protestanten en in 1789 afgevaardigde in de Staten-Generaal, in contact met minister Chrétien-Guillaume de Lamoignon de Malesherbes. Die was het idee van een burgerlijk huwelijk voor protestanten genegen. Hij bezorgde verschillende memoranda ter voorbereiding van het edict aan de koning. Ook verschillende andere leden van het hof pleitten voor het idee.

## Inhoud
Het edict regelde de burgerlijke stand van personen die niet-katholiek waren. Een burgerlijk huwelijk werd mogelijk door een verklaring voor een koninklijk rechter of voor de plaatselijke parochiepriester, die het huwelijk in hun hoedanigheid ambtenaar van de burgerlijke stand moesten registreren. Hetzelfde gold voor de registratie van geboortes en overlijdens.
De koning tekende het edict op 7 november 1787 in Versailles. Het Parlement van Parijs registreerde het edict op 29 januari 1788 waardoor het van kracht werd. Hierbij voegde het er aan toe dat de katholieke godsdienst de staatsgodsdienst bleef.

## Gevolgen en verdere emancipatie
Het edict werd gunstig onthaald in protestantse middens en veel protestanten lieten effectief hun huwelijk en de geboorte van hun kinderen registreren. Het edict veranderde niets aan het verbod voor niet-katholieken om openbare ambten uit te oefenen. Dit verbod werd door het decreet van 24 december 1789 opgeheven. En de grondwet van 1791 garandeerde dat protestanten voortaan hun geloof openbaar mochten belijden.